# Justin Hurwitz

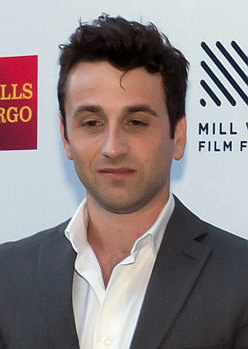
Justin Hurwitz (2016)

Justin Hurwitz (* 22. Januar 1985 in Los Angeles) ist ein US-amerikanischer Komponist, Drehbuchautor und zweifacher Oscar- sowie vierfacher Golden-Globe-Preisträger. Einen Namen machte er sich vor allem als Filmkomponist in Zusammenarbeit mit dem Regisseur Damien Chazelle.

## Leben
Justin Hurwitz wuchs überwiegend in Wisconsin auf und absolvierte die High School in einem Vorort von Milwaukee. Seine Mutter, Gail Hurwitz, eine Krankenschwester, stammt aus einer alten sephardischen Familie in Kalifornien. Sein Vater, Kenneth Hurwitz, war Schriftsteller. Die Familie lebt heute in der Bay Area.
Justin Hurwitz und Damien Chazelle lernten sich als Studenten in Harvard kennen, wo sie in derselben Musikband spielten. Später teilten sich die beiden auch ein gemeinsames Zimmer im Studentenwohnheim. Angeregt durch ihre gemeinsame Liebe für das französische Filmmusical Die Regenschirme von Cherbourg (1964) unterbrachen beide ihr Studium und drehten 2009 in Schwarzweiß das Jazz-Filmmusical Guy and Madeline on a Park Bench. Chazelle übernahm dabei die Arbeit am Drehbuch und die Regie, während Hurwitz sich für die romantische Filmmusik verantwortlich zeigte. Guy and Madeline on a Park Bench wurde zur eigenen Überraschung zum Tribeca Film Festival in New York eingeladen, gewann mehrere Filmpreise und wurde in den amerikanischen Kinos ausgewertet.
2014 arbeiteten Chazelle und Hurwitz in gleicher Funktion gemeinsam an dem Musikfilm Whiplash, der bei der Oscarverleihung 2015 drei Auszeichnungen erhielt. Der bisherige Höhepunkt im gemeinsamen Schaffen stellte sich mit dem vielfach preisgekrönten Filmmusical La La Land (2016), mit Emma Stone und Ryan Gosling in den Hauptrollen, ein. Hurwitz wurde dafür 2017 u. a. mit zwei Golden Globe Awards in den Kategorien Filmmusik und Filmsong („City of Stars“) geehrt. Bei Bekanntgabe der Oscar-Nominierungen 2017 fand er Berücksichtigung mit drei Nennungen (Beste Filmmusik, zwei Nominierungen in der Kategorie Bester Filmsong für „City of Stars“ und „Audition (The Fools Who Dream)“). Hurwitz gewann die Preise für die beste Filmmusik und den besten Filmsong für „City of Stars“ (gemeinsam mit den Songschreibern Benj Pasek und Justin Paul).
Mit Aufbruch zum Mond (2018) und Babylon – Rausch der Ekstase (2022) folgten zwei weitere Produktionen, bei denen Hurwitz mit Chazelle zusammenarbeitete.
Neben der Arbeit als Filmkomponist trat Hurwitz als Drehbuchautor von Sitcoms in Erscheinung, darunter die teilweise improvisierte Sitcom The League (2011–2015).
2017 wurde er in die Academy of Motion Picture Arts and Sciences (AMPAS) aufgenommen, die jährlich die Oscars vergibt.

## Filmografie

### Komponist
- 2009: Guy and Madeline on a Park Bench
- 2014: Whiplash
- 2016: La La Land
- 2018: Aufbruch zum Mond (First Man)
- 2022: Babylon – Rausch der Ekstase (Babylon)

### Drehbuchautor
- 2011: Perfect Couples (Fernsehserie, Folge 1x10 Perfect Exes)
- 2011: Die Simpsons (The Simpsons, Fernsehserie, Folge 23x01 Homer Impossible)
- 2011–2015: The League (Fernsehserie, 7 Folgen)

## Auszeichnungen (Auswahl)
Oscar
- 2017: Auszeichnung in der Kategorie Beste Filmmusik für La La Land
- 2017: Auszeichnung in der Kategorie Bester Filmsong für City of Stars aus La La Land (zusammen mit Benj Pasek und Justin Paul)
- 2017: Nominierung in der Kategorie Bester Filmsong für Audition (The Fools Who Dream) aus La La Land (zusammen mit Benj Pasek und Justin Paul)
- 2023: Nominierung in der Kategorie Beste Filmmusik für Babylon – Rausch der Ekstase

Golden Globe
- 2017: Auszeichnung in der Kategorie Beste Filmmusik für La La Land
- 2017: Auszeichnung in der Kategorie Bester Filmsong für City of Stars aus La La Land (zusammen mit Benj Pasek und Justin Paul)
- 2019: Auszeichnung in der Kategorie Beste Filmmusik für Aufbruch zum Mond (First Man)
- 2023: Auszeichnung in der Kategorie Beste Filmmusik für Babylon – Rausch der Ekstase (Babylon)

Grammy
- 2018: Auszeichnung in der Kategorie Bester zusammengestellter Soundtrack für visuelle Medien für La La Land (zusammen mit Marius de Vries)
- 2018: Auszeichnung in der Kategorie Bester komponierter Soundtrack für visuelle Medien für La La Land
- 2018: Nominierung in der Kategorie Bester Song geschrieben für visuelle Medien für City of Stars aus La La Land (zusammen mit Benj Pasek und Justin Paul)
- 2018: Nominierung in der Kategorie Bestes Arrangement von Instrumenten und Gesang für Another Day of Sun aus La La Land

Satellite Award
- 2016: Auszeichnung in der Kategorie Beste Filmmusik für La La Land
- 2016: Auszeichnung in der Kategorie Bester Filmsong für City of Stars aus La La Land (zusammen mit Benj Pasek und Justin Paul)
- 2016: Nominierung in der Kategorie Bester Filmsong für Audition (The Fools Who Dream) aus La La Land (zusammen mit Benj Pasek und Justin Paul)

British Academy Film Award (BAFTA)
- 2017: Auszeichnung in der Kategorie Beste Filmmusik für La La Land

## Auszeichnungen für Musikverkäufe
| Silberne Schallplatte - Vereinigtes Königreich - 2024: für das Lied Mia & Sebastian’s Theme Goldene Schallplatte - Frankreich - 2024: für das Lied Mia & Sebastian’s Theme - Spanien - 2025: für das Lied Mia & Sebastian’s Theme |

| Land/RegionAuszeichnungen für Musikverkäufe (Land/Region, Auszeichnungen, Verkäufe, Quellen) | Silber  | Gold     | Platin | Verkäufe | Quellen             |
| -------------------------------------------------------------------------------------------- | ------- | -------- | ------ | -------- | ------------------- |
| Frankreich (SNEP)                                                                            | —       | Gold1    | —      | 100.000  | snepmusique.com     |
| Spanien (Promusicae)                                                                         | —       | Gold1    | —      | 30.000   | elportaldemusica.es |
| Vereinigtes Königreich (BPI)                                                                 | Silber1 | —        | —      | 200.000  | bpi.co.uk           |
| Insgesamt                                                                                    | Silber1 | 2× Gold2 | —      |          |                     |